# Horitschon
Horitschon (en hongrois Haracsony) est une commune autrichienne du district d'Oberpullendorf dans le Burgenland.